# Дів (річка)
Дів (фр. Dives) — річка північно-західної Франції, що протікає через регіон Нижня Нормандія (департаменти Орн і Кальвадос). Впадає до Ла-Маншу поблизу міста Кабур.
Виток річки знаходиться поблизу муніципалітету Курменій в департаменті Орн у Нижній Нормандії. Річка протікає у північному напрямку крізь такі міста й комуни:
- Орн: Трен
- Кальвадос: Морто-Кулібеф, Сен-П'єрр-сюр-Дів, Троарн, Дів-сюр-Мер, Кабур.